# Yves Barsacq
Yves Barsacq (Parigi, 17 giugno 1931 – Albenga, 4 ottobre 2015) è stato un attore e doppiatore francese.
Figlio dello scenografo Léon Barsacq, nella sua vita ha recitato in più di 150 film e sceneggiati, dal 1957 al 2001. Compare al fianco di Louis de Funès in molti film interpretati dall'attore francese.
Fece parte del cast della serie di telefilm Arsenio Lupin.

## Filmografia parziale
- Lulù tra gli uomini (Charmants garçons), regia di Henri Decoin (1957)
- Il gorilla vi saluta cordialmente (Le Gorille vous salue bien), regia di Bernard Borderie (1958)
- Le donne sono deboli (Faibles femmes), regia di Michel Boisrond (1959)
- Spionaggio sotto quattro bandiere (La Valse du gorille), regia di Bernard Borderie (1959)
- Katia, regina senza corona (Katia), regia di Robert Siodmak (1959)
- Tra due donne (Recours en grâce), regia di László Benedek (1960)
- Il sindacato del crimine (L'Ennemi dans l'ombre), regia di Charles Gérard (1960)
- A briglia sciolta (La Bride sur le cou), regia di Roger Vadim (1961)
- Tutto l'oro del mondo (Tout l'or du monde), regia di René Clair (1961)
- La notte e il desiderio (Les Démons de minuit), regia di Marc Allégret, Charles Gérard (1961)
- Grisbì da un miliardo (La Loi des hommes), regia di Charles Gérard (1962)
- Le tentazioni quotidiane (Le Diable et les 10 commandements), regia di Julien Duvivier (1962)
- Il giorno più lungo (The Longest Day), regia di Ken Annakin, Andrew Marton e Bernhard Wicki (1962) (non accreditato)
- Potenti e dannati (À couteaux tirés), regia di Charles Gérard (1964)
- Caccia all'uomo (Requiem pour un caïd), regia di Maurice Cloche (1964)
- Angelica (Angélique, Marquise des Anges), regia di Bernard Borderie (1964)
- Destinazione marciapiede (Le Voyage du père), regia di Denys de La Patellière (1966)
- Play Time - Tempo di divertimento (Playtime), regia di Jacques Tati (1967)
- L'aventure de Monsieur Taupin, regia di Georges Chassagne (1967)
- Calma ragazze, oggi mi sposo (Le gendarme se marie), regia di Jean Girault (1968)
- La fredda alba del commissario Joss (Le Pacha), regia di Georges Lautner (1968)
- Nemici... per la pelle (Le Tatoué), regia di Denys de La Patellière (1968)
- Quella carogna di Frank Mitraglia (À tout casser), regia di John Berry (1968)
- Il cervello (Le Cerveau), regia di Gérard Oury (1969)
- L'albero di Natale (L'arbre de Noël), regia di Terence Young (1969)
- La signora dell'auto con gli occhiali e un fucile (The Lady in the Car with Glasses and a Gun), regia di Anatole Litvak (1970)
- 6 gendarmi in fuga (Le gendarme en balade), regia di Jean Girault (1970)
- Le drapeau noir flotte sur la marmite, regia di Michel Audiard (1971)
- Morire d'amore (Mourir d'aimer), regia di André Cayatte (1971)
- Le chat - L'implacabile uomo di Saint Germain (Le Chat), regia di Pierre Granier Deferre (1971)
- Arsenio Lupin (1971-1974) - serie tv
- Il vitalizio (Le Viager), regia di Pierre Tchernia (1972)
- L'odore delle belve (L'Odeur des fauves), regia di Richard Balducci (1972)
- Rosamunda non parla... spara (Elle cause plus, elle flingue), regia di Michel Audiard (1972)
- Cinque matti alla corrida (Les Charlots font l'Espagne), regia di Jean Girault (1972)
- Niente di grave, suo marito è incinto (L'Événement le plus important depuis que l'homme a marché sur la lune), regia di Jacques Demy (1973)
- I cinesi a Parigi (Les Chinois à Paris), regia di Jean Yanne (1974)
- La meravigliosa visita (La Merveilleuse visite), regia di Marcel Carné (1974)
- Amore e guerra (Love and Death), regia di Woody Allen (1975)
- La 7ª compagnia ha perso la guerra (Opération Lady Marlène), regia di Robert Lamoureux (1975)
- Come è cambiata la nostra vita (F comme Fairbanks), regia di Maurice Dugowson (1976)
- Professione... giocattolo (Le Jouet), regia di Francis Veber (1976)
- Viaggio di paura (Les Passagers), regia di Serge Leroy (1977)
- Linea di sangue (Bloodline), regia di Terence Young (1979)
- In fretta in fretta (Deprisa, deprisa), regia di Carlos Saura (1981)
- 1960, terza liceo... e fu tempo di rock and roll (Surprise Party), regia di Roger Vadim (1983)
- Par où t'es rentré? On t'a pas vu sortir, regia di Philippe Clair (1984)
- Oviri, regia di Henning Carlsen (1986)
- Principi e principesse (Princes et princesses), regia di Michel Ocelot (2000)

## Doppiaggio
Lista parziale del doppiaggio di Yves Barsacq per l'edizione francese.

### Cinema
- Rade Šerbedžija in Eyes Wide Shut, Snatch - Lo strappo, Mission: Impossible 2, Space Cowboys
- Alan Arkin in Agente Smart - Casino totale, Argo, Uomini di parola, Il grande match
- Pat Hingle in Batman, Batman Forever, Batman & Robin
- Paul Benedict in Scappatella con il morto, La famiglia Addams
- Pupo De Luca in ...continuavano a chiamarlo Trinità
- Freddie Jones in Distruggete Frankenstein!
- Colin Blakelyin Delitto sotto il sole
- Ric Mancini in Ghostbusters - Acchiappafantasmi
- Harris Yulin in Ghostbusters II - Acchiappafantasmi II
- Bernard Fox in Titanic
- Robert Hardy in Harry Potter e l'Ordine della Fenice
- Barry Corbin in Uccelli di rovo
- John Gielgud in Rossella
- Richard Libertini in Detective Monk
- Rob Reiner in Hannah Montana

### Animazione
- Il vecchio signore del cinema in Principi e principesse
- Téo, le Sorcier in Les Contes de la nuit
- Le Papi in Ma maman est en Amérique, elle a rencontré Buffalo Bill
- Maciste in C'era una volta... l'uomo

## Doppiatori italiani
- Sergio Fiorentini in Cinque matti alla corrida

Da doppiatore è stato sostituito da:
- Elio Pandolfi in Principi e principesse
- Stefano Albertini in C'era una volta... l'uomo (2° doppiaggio)